# Mae Hong Son (Provinz)
Mae Hong Son (Thai: แม่ฮ่องสอน) ist eine Provinz (Changwat) in der Nordregion von Thailand. Die Hauptstadt der Provinz Mae Hong Son heißt ebenfalls Mae Hong Son.

## Geographie
Die Provinz Mae Hong Son ist eingebettet in eine wilde Berglandschaft, die von teilweise unzugänglichem Dschungel gesäumt wird. Dies führte lange zu einer Isolation der Provinz und zu einer gewissen Rechtsfreiheit, so dass sich hier ein Umschlagplatz für illegale Drogen etablieren konnte. Die Entfernung zur Hauptstadt Bangkok beträgt mehr als 900 Kilometer.
| Angrenzende Provinzen und Gebiete: | Angrenzende Provinzen und Gebiete: |
| ---------------------------------- | ---------------------------------- |
| Norden                             | Landesgrenze nach Myanmar (Birma)  |
| Osten                              | Chiang Mai                         |
| Süden                              | Tak                                |
| Westen                             | Landesgrenze nach Myanmar          |

### Wichtige Städte
- Thesaban Mueang Mae Hong Son
- Thesaban Tambon Khun Yuam
- Thesaban Tambon Pai

### Wichtige Flüsse
- Mae Nam Pai (Pai-Fluss),
- Mae Nam Ramat (auch: Mae Nam Lamat – Ramat-Fluss),
- Mae Nam Yuam (Yuam-Fluss),
- Mae Nam Salawin (Saluen, auch: Nam Kong) und der
- Mae Nam Ngao (Ngao-Fluss).

### Klima
Klimadaten gem. Thai Meteorological Department:
|                       | Jan  | Feb  | Mär  | Apr  | Mai   | Jun   | Jul   | Aug   | Sep   | Okt   | Nov  | Dez  |   |         |
| Mittl. Tagesmax. (°C) | 30,0 | 33,3 | 36,6 | 38,3 | 35,7  | 33,0  | 32,0  | 31,8  | 32,6  | 32,6  | 30,9 | 29,1 | ⌀ | 33      |
| Mittl. Tagesmin. (°C) | 13,6 | 14,2 | 17,6 | 22,4 | 23,6  | 23,7  | 23,4  | 23,3  | 23,0  | 21,9  | 19,0 | 15,4 | ⌀ | 20,1    |
|                       |      |      |      |      |       |       |       |       |       |       |      |      |   |         |
| Niederschlag (mm)     | 8,3  | 4,9  | 17,3 | 57,6 | 167,0 | 181,4 | 217,8 | 248,9 | 206,7 | 109,7 | 45,3 | 14,6 | Σ | 1.279,5 |
|                       |      |      |      |      |       |       |       |       |       |       |      |      |   |         |
| Regentage (d)         | 1,1  | 0,8  | 1,6  | 5,7  | 16,4  | 21,7  | 24,2  | 25,7  | 19,7  | 12,7  | 5,4  | 1,7  | Σ | 136,7   |

| 13,6 |

| 14,2 |

| 17,6 |

| 22,4 |

| 23,6 |

| 23,7 |

| 23,4 |

| 23,3 |

| 23,0 |

| 21,9 |

| 19,0 |

| 15,4 |

| 13,6 |

| 14,2 |

| 17,6 |

| 22,4 |

| 23,6 |

| 23,7 |

| 23,4 |

| 23,3 |

| 23,0 |

| 21,9 |

| 19,0 |

| 15,4 |

Das Klima ist durchgehend etwas kühler als im Rest des Landes, dabei aber immer noch tropisch-monsunal. Die mittlere Temperatur beträgt 25,5 °C. Die Höchsttemperatur im Jahr 2008 betrug 40,5 °C, die tiefste Temperatur wurde mit 12,0 °C gemessen. An 132 Regentagen fielen in demselben Jahr 841,5 mm Niederschlag.

## Wirtschaft und Bedeutung
Die Provinz zählt zu den ärmsten in Thailand. Die lange Abgeschiedenheit hat dazu geführt, dass neben dem Schmuggel über die Grenze nach Myanmar auch der Drogenhandel eine gewisse wirtschaftliche Bedeutung erlangt hat. Seit man die Provinz Chiang Rai stärker kontrolliert, sind die Händler vermehrt hierher ausgewichen.
Die zunehmende Erschließung durch Straßen führt dazu, dass der Tourismus zunimmt. Hierher kommen Naturliebhaber, die die Einsamkeit in den Bergen lieben und Trekking-Touren oder wilde Floßfahrten auf den zahlreichen Flüssen unternehmen.
Im Jahr 2000 arbeiteten 75 % der Bevölkerung von Mae Hong Son in der Landwirtschaft. Das „Gross Provincial Product“ (Bruttoinlandsprodukt) betrug im Jahr 2011 8,843 Milliarden Baht, das entspricht 37.456 Baht (umgerechnet ca. 1.220 US-Dollar) pro Einwohner. Mae Hong Son ist damit die wirtschaftlich schwächste Provinz der Nordregion und eine der schwächsten Thailands insgesamt. Der offizielle Mindestlohn in der Provinz beträgt 227 Baht pro Tag (etwa 4 €; Stichtag 1. April 2012).

### Daten
| Wirtschaftszweig | 2006 | 2007 | 2008 | 2009 |
| ---------------- | ---- | ---- | ---- | ---- |
| Landwirtschaft   | 34,0 | 31,0 | 35,2 | 34,6 |
| Industrie        | 10,8 | 13,1 | 11,3 | 11,5 |
| Andere           | 55,2 | 55,9 | 62,5 | 53,9 |

Die am stärksten zur Wirtschaftsleistung der Provinz beitragende Branche war im Jahr 2011 die Landwirtschaft mit 2,429 Mrd. Baht, gefolgt von der Bildung mit 1,389 Mrd. Baht sowie Verwaltung, Verteidigung und verpflichtender Sozialversicherung mit 1,167 Mrd. Baht.

### Landnutzung
Für die Provinz ist die folgende Landnutzung dokumentiert:
- Waldfläche: 7.042.311 Rai (11.267,7 km²), 88,9 % der Gesamtfläche
- Landwirtschaftlich genutzte Fläche: 250.398 Rai (400,6 km²), 3,2 % der Gesamtfläche
- Nicht klassifizierte Fläche: 633.078 Rai (1.012,9 km²), 8,0 % der Gesamtfläche

### Staudämme
- Pha-Bong-Staudamm – staut nördlich der Provinzhauptstadt den Mae Nam Ramat

### Erwähnenswertes
Als der Film Air America (1990) in dieser Gegend gedreht wurde, wurde ein „für die Bedürfnisse der Filmschaffenden adäquates“ Hotel am Stadtrand von Mae Hong Son gebaut, das noch heute existiert: das Mae Hong Son Mountain Inn.

## Verkehr

### Flughäfen
- Flughafen Mae Hong Son
- Flughafen Pai

## Bildung
Laut NSO besuchten 2000 nur 51,7 % der 6–24-Jährigen die Schule.

## Bevölkerung

### Demografie
Im Jahr 1990 hatte die Provinz Mae Hong Son 158.400 Einwohner, 2000 waren es 210.500 Einwohner, eine Zunahme von 33 %. Die Bevölkerung der Provinz ist sehr jung: Das Durchschnittsalter betrug 25,3 Jahre, über 30 % der Einwohner waren unter 14 Jahre alt. 2000 lebten etwa 10,1 % der Menschen in Stadtgebieten, der größte Anteil lebte in Mae Hong Son und Khun Yuam.
Etwa 89,2 % der Bevölkerung von Mae Hong Son besaßen 2000 ihr eigenes Heim, 50,9 % hatten einen eigenen Fernseher jedoch nur 33,4 % kochten mit Gas oder elektrischem Herd. Die erwachsenen Bewohner von Mae Hong Son hatten im Durchschnitt nur 4,5 Jahre eine Schule besucht, weit weniger als im landesweiten Durchschnitt.

### Ethnien und Sprachen
Die Bevölkerung besteht zum größten Teil aus Angehörigen der Bergvölker: Karen, Hmong, Lawa, Lahu und Lisu. Bei der Volkszählung 2000 gaben 63 % der Bevölkerung an, Sprachen der Bergvölker zu sprechen, im Jahr 1990 waren es nur 51 % gewesen. Gleichzeitig ging der Anteil der Buddhisten von 83 % (1990) auf 75 % (2000) zurück, während der Anteil ausländischer Staatsbürger von 0,4 % (1990) auf 6 % (2000) zunahm.

## Geschichte
Die Gegend war bereits vor Urzeiten besiedelt, wie sich aus Spuren in den zahlreichen Höhlensystemen ergibt: rohe Werkzeuge, Gurken- und Betelsamen und andere Funde weisen auf eine Besiedlung bereits seit ca. 8000 v. Chr.
Während der geschichtlichen Zeit wechselten die Besitzverhältnisse oft zwischen Thailand und Birma. Trotzdem fanden hier nie große Kämpfe statt und auch die Bergvölker führten ihr friedliches Leben weiter, unter welcher Herrschaft auch immer.
Auch heute noch gibt es Spannungen an der Grenze, die jedoch nicht von den Staaten selbst ausgehen, sondern von Freischärlern und politischen Aktivisten.
Siehe auch: Geschichte Thailands und entsprechender Eintrag in Mae Hong Son

## Sehenswürdigkeiten
Mae Hong Son hat eine große Anzahl Naturschönheiten, die meist in Nationalparks liegen:
- Nationalparks und Naturschutzgebiete:
  - Nationalpark Namtok Mae Surin
  - Nationalpark Salawin
  - Nationalpark Tham Pla - Namtok Pha Suea
  - Nationalpark Mae Ngao
  - Nationalpark Huai Nam Dang
  - Tham Lot Naturschutzgebiet

## Symbole
Das Siegel der Provinz zeigt einen Elefanten im Wasser und erinnert an die enorme wirtschaftliche Bedeutung der Tiere. Der lokale Baum ist Millettia brandisiana (กระพี้ จั่น), die lokale Blume ist die Sonnenblume Helianthus annuus (บัวทอง).
Der Wahlspruch der Provinz Mae Hong Son lautet:
„Mae Hong Son, die Stadt der drei Nebel,
Der Schrein Doi Kong Mu geht hoch in den Himmel,
Die Wälder sind dicht mit immergrünen Bäumen,
Völker mit guter Natur und schönen Gebräuchen,
Und die berühmten Bua Tong-Blumen ziehen uns alle an.“

## Verwaltungseinheiten

### Provinzverwaltung
Die Provinz besteht aus sieben Landkreisen (Amphoe), welche weiter in 45 Gemeinden (Tambon) und 402 Dörfer (Muban) unterteilt sind.
| \| Nr. \| Amphoe \| Thai \| \| --- \| -------------------------- \| ----------------- \| \| 1. \| Amphoe Mueang Mae Hong Son \| อำเภอเมืองแม่ฮ่องสอน \| \| 2. \| Amphoe Khun Yuam \| อำเภอขุนยวม \| \| 3. \| Amphoe Pai \| อำเภอปาย \| \| 4. \| Amphoe Mae Sariang \| อำเภอแม่สะเรียง \| \| 5. \| Amphoe Mae La Noi \| อำเภอแม่ลาน้อย \| \| 6. \| Amphoe Sop Moei \| อำเภอสบเมย \| \| 7. \| Amphoe Pang Mapha \| อำเภอปางมะผ้า \| |                            |                   |
| Nr. | Amphoe                     | Thai              |
| 1. | Amphoe Mueang Mae Hong Son | อำเภอเมืองแม่ฮ่องสอน |
| 2. | Amphoe Khun Yuam           | อำเภอขุนยวม        |
| 3. | Amphoe Pai                 | อำเภอปาย          |
| 4. | Amphoe Mae Sariang         | อำเภอแม่สะเรียง     |
| 5. | Amphoe Mae La Noi          | อำเภอแม่ลาน้อย      |
| 6. | Amphoe Sop Moei            | อำเภอสบเมย        |
| 7. | Amphoe Pang Mapha          | อำเภอปางมะผ้า      |

### Lokalverwaltung
Für das ganze Gebiet der Provinz besteht eine Provinz-Verwaltungsorganisation (องค์การบริหารส่วนจังหวัด, kurz อบจ., Ongkan Borihan suan Changwat; englisch Provincial Administrative Organization, PAO).
In der Provinz gibt es eine Stadt (เทศบาลเมือง – Thesaban Mueang): Mae Hong Son (เทศบาลเมืองแม่ฮ่องสอน) und 4 Kleinstädte (เทศบาลตำบล – Thesaban Tambon).